# Jerzy Szczapa
Jerzy Szczapa – polski neonatolog, dr hab. nauk medycznych, profesor zwyczajny i rektor Wyższej Szkoły Pedagogiki i Administracji im. Mieszka I w Poznaniu.

## Życiorys
Obronił pracę doktorską, w 1990 habilitował się na podstawie pracy zatytułowanej Znaczenie niektórych prostanoidów u noworodków z zespołem zaburzeń oddychania. 24 kwietnia 1996 nadano mu tytuł profesora w zakresie nauk medycznych. Piastuje funkcję profesora zwyczajnego oraz rektora w Wyższej Szkole Pedagogiki i Administracji im. Mieszka I w Poznaniu.
Był członkiem Komitetu Rozwoju Człowieka Polskiej Akademii Nauk.

## Odznaczenia
- Krzyż Kawalerski Orderu Odrodzenia Polski (2005)[2]